# Calcott
Calcott is een Brits historisch merk van auto's en motorfietsen.
De bedrijfsnaam was: Calcott Bros. Ltd., XL-Works, Coventry.
De gebroeders Calcott registreerden hun bedrijf in 1896 als rijwielfabriek, maar van 1910 tot 1915 werden er ook motorfietsen geproduceerd en vanaf 1919 ook automobielen.

## Motorfietsen
De motorfietsen hadden aanvankelijk 1½pk-inbouwmotoren van White & Poppe en riemaandrijving. In 1911 verscheen een 1½pk-model met een eigen motor met hellende cilinder die in een loop frame was gemonteerd. Ook dit model had riemaandrijving en een Druid-voorvork. In 1912 volgden een 2¼pk-, 236cc- en later in het jaar ook een 2½pk- 292cc-model. In 1914 was ook een 2pk-modell met een 170cc-Precision-motor leverbaar. Deze machine had al een kopklepmotor, twee versnellingen en een chain-cum-belt drive. In 1915 was alleen het 2¼pk-model nog leverbaar, maar in dat jaar eindigde de productie, zoals van bijna alle Britse merken toen er door het uitbreken van de Eerste Wereldoorlog materiaalschaarste ontstond.

## Auto's
Alle auto's van Calcott hadden viercilindermotorren. Het eerste model, de "10 HP", werd van 1913 tot 1919 geproduceerd en had een 1460cc-motor. Van 1920 tot 1924 werd de 1645cc- "11,9 HP" geproduceerd en van 1922 tot 1925 de 1460cc-"10,5 HP". De "13,9 HP" werd alleen in 1923 gemaakt. In 1925 en 1926 leverde men drie modellen: de 1460cc-"10/15 HP", de 1954cc-"12/24 HP" en de 2565cc-"16/50 HP".
Calcott werd in 1925 ingelijfd door Singer.